# Milone di Crotone (Puget)
Il Milone di Crotone (Milon de Crotone) è un gruppo in marmo realizzato tra il 1671 e il 1682 dallo scultore Pierre Puget a Tolone, su commissione di Jean-Baptiste Colbert, e destinato alla reggia di Versailles. Attualmente l'opera si conserva al museo del Louvre di Parigi.

## Storia
L'opera fu realizzata nel periodo tolonese dell'artista. Allora Pierre Puget venne incaricato di realizzare delle sculture delle navi della flotta di Luigi XIV, in costruzione a Tolone. Due o tre blocchi di marmo inutilizzati (anche se all'epoca si trattava di un materiale dalla preziosità notevole) si trovavano nell'arsenale dove lavorava Puget. Jean-Baptiste Colbert concesse a quest'ultimo di utilizzarli per due composizioni di sua scelta, senza vincoli imposti tanto per il soggetto quanto per le dimensioni. Il consenso di Colbert su questo progetto è un'eccezione in un'epoca nella quale la creazione artistica era largamente controllata dal potere reale, l'accademia o le corporazioni. Da questi blocchi di marmo nasceranno quasi dieci anni dopo il Milone di Crotone e l'Alessandro e Diogene (1671-1691, Parigi, museo del Louvre), le due opere più importanti dell'artista. Il 19 luglio del 1683 il gruppo venne posto nei giardini della reggia versagliese, per poi giungere nel museo parigino nel 1819.

## Descrizione
(Museo di pittura e scultura, ossia raccolta dei principali quadri, statue e bassirilievi delle gallerie pubbliche e private d'Europa, Vol. 7, Fumagalli, 1840, p. 38)
La statua di Pierre Puget illustra la morte dell'atleta greco Milone di Crotone, vissuto nel VI secolo a.C. L'atleta è rappresentato nel momento in cui un leone affonda gli artigli e le zanne nella sua gamba. Il lottatore, campione dei giochi di Olimpia, simbolo della hybris (per aver immaginato di aver potuto sradicare l'albero che lo trattiene a mani nude) e della vanità dello sforzo umano, poiché non può sfuggire al suo destino, si irrigidisce nel dolore. La leggenda in realtà racconta di un lupo che aveva divorato Milone con la mano incastrata nel tronco d'ulivo. Qui è presente un leone, un animale ritenuto più nobile e potente.
L'opera, come è d'uopo nelle sculture di Pierre Puget, è costruita lungo delle diagonali forti. Una è segnata dalle gambe del lottatore, alla quale corrispondono le linee del tronco dell'albero e del drappeggio. Su questo si ritrova il lavoro sui tessuti che aveva decretato il successo dell'artista. A terra si trova la coppa vinta dall'atleta ai giochi olimpici, che in questa situazione simboleggia la gloria effimera di fronte alla morte inevitabile.
L'opera è anche segnata in gran parte dall'influenza che ebbe il Laocoonte sulla scultura dei tempi moderni. La formula proposta da Puget, tuttavia, reinterpreta molto il modello antico.

## Influenza

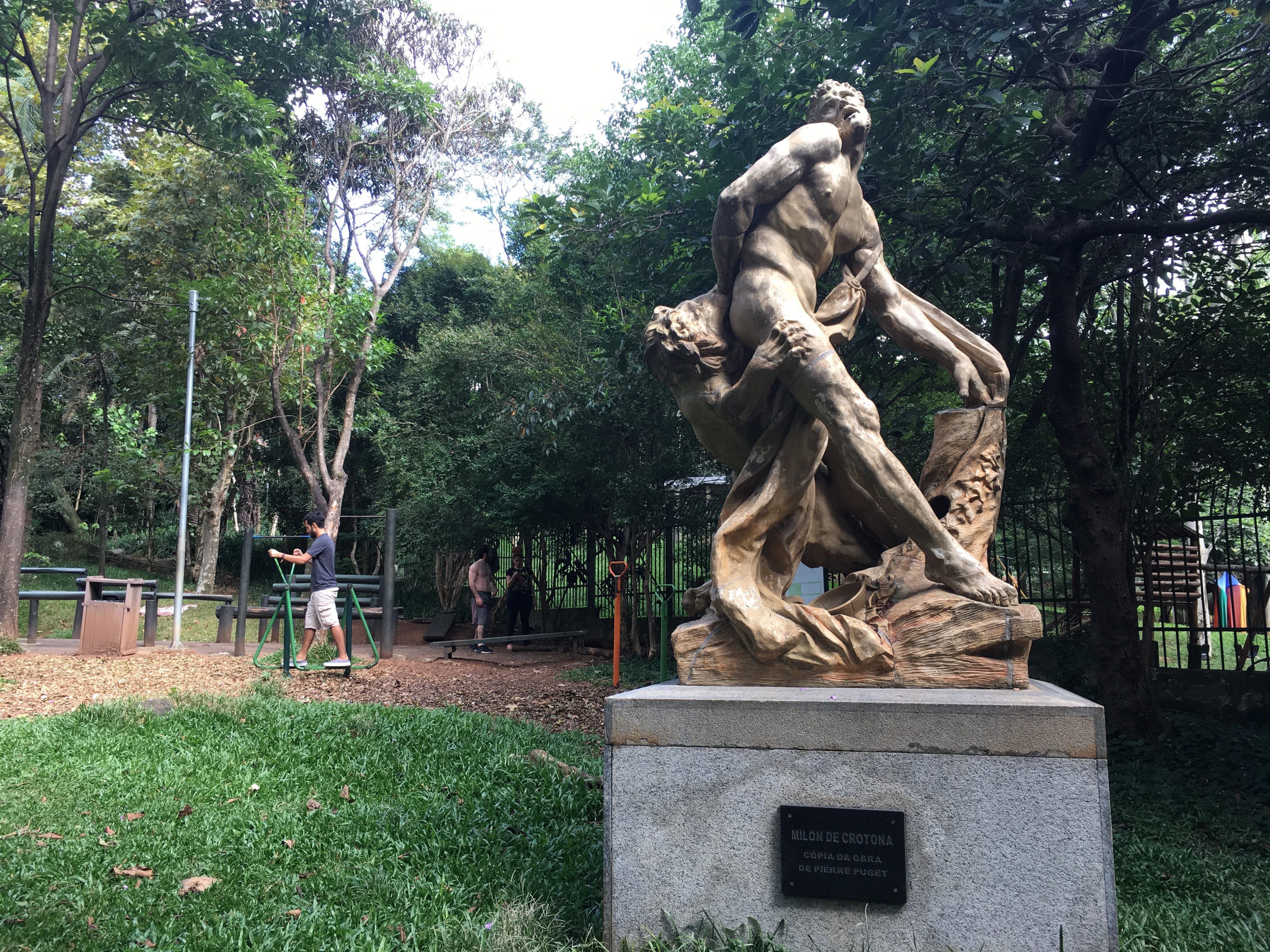
Una replica della scultura situata a San Paolo del Brasile.

L'influenza dell'opera sarà importante, soprattutto tra gli artisti dell'Accademia reale di pittura e di scultura. Alcuni scelsero questo tema per realizzare l'opera per accedere all'accademia, come lo scultore Étienne Maurice Falconet. Inoltre, verranno realizzate molte repliche del gruppo, come quella situata nel quartiere Higienópolis di San Paolo del Brasile o quella installata davanti al palazzetto dello sport di Crotone, il PalaMilone, che prende il nome proprio dall'atleta magnogreco.